# Metrobus-Q
Metrobus-Q es como se conoce al sistema de corredores exclusivos de transporte público de la ciudad de Quito, compuesto por buses biarticulados BRT y autobuses normales que sirven como alimentadores de los corredores, y que se desplazan hacia los sectores en los que estos no tienen cobertura. El sistema es parte de uno mayor, denominado Sistema Integrado de Transporte Metropolitano, más conocido por sus siglas SITM-Q, y que administra la totalidad de los sistemas masivos de transporte de la ciudad, tanto públicos como privados.
El Metrobus-Q transporta un total de 750.000 pasajeros diarios y está conformado por 3 líneas llamadas troncales, que tienen a su vez varios circuitos organizados según la demanda de usuarios. Estas troncales son: Troncal Central Trolebús, Troncal Oriental Ecovía, y Troncal Occidental. Al momento se planifica además la creación de varias troncales hacia las principales parroquias rurales del distrito y al Aeropuerto Mariscal Sucre de Tababela. 

## Troncales

### Troncal Central Trolebús
Inaugurado en el año 1995, durante la alcaldía de Jamil Mahuad, el Trolebús constituye el más importante entre todos los corredores pues fue el primer sistema de transporte masivo totalmente público planificado en la ciudad. A lo largo de sus 24 km recorre todo el eje longitudinal de la ciudad a través de las avenidas 10 de Agosto, Guayaquil, Pedro Vicente Maldonado, Teniente Hugo Ortiz y Quitumbe Ñan; conectando la urbe desde el centro-norte, en la Estación La Y, hasta el extremo sur, en la Terminal Terrestre Quitumbe.
El sistema, que cuenta con 37 paradas, se conecta con los barrios orientales y occidentales mediante 16 rutas alimentadoras que parten desde sus cuatro estaciones integradoras (La Y, Recreo, Morán Valverde y Quitumbe). Las 113 unidades que operan en el corredor son buses articulados de puerta derecha y motor eléctrico, fabricados inicialmente en Alemania y después en Brasil.
En 2016, el alcalde Mauricio Rodas compró 80 nuevos buses biarticulados para 250 personas, cuentan con Sistema WIFI, Puertos de carga USB, Pantallas para información en cada vagón, que ayudan al tráfico de la ciudad, que los convierte en las unidades más modernas de país

### Troncal Oriental Ecovía

#### Recorrido Norte
Planificado durante la alcaldía de Roque Sevilla, el corredor Ecovía fue inaugurado en el año 2001, a inicios de la administración de Paco Moncayo. Recorre gran parte del flanco nor-oriental de la ciudad a través de las avenidas 6 de Diciembre y Gran Colombia; conectándola desde el centro-norte, en la estación  Río Coca, hasta la Estación multimodal Playón de La Marín, en el centro histórico. 
Ecovía fue el primer corredor del Sistema Metrobus-Q en ocupar unidades de puerta izquierda y motor a diésel. Se integra al Corredor Sur Oriental en las paradas Galo Plaza, Casa de la Cultura, Eugenio Espejo, Simón Bolívar, Plaza Marín y Playón de la Marín.

#### Recorrido Sur
Planificado en la alcaldía de Paco Moncayo, el Ecovía fue inaugurado en el año 2010, durante la administración de Augusto Barrera. Recorre el flanco sur-oriental de la ciudad en un sentido longitudinal a través de las avenidas Cóndor Ñan, Pedro Vicente Maldonado, Alamor, Napo, Pichincha, Gran Colombia y 6 de Diciembre; conectándola desde el extremo sur, en la Terminal Quitumbe, hasta la parada de las Universidades, en el centro de la urbe.
Si bien este corredor puede considerarse como una extensión de la Ecovía hacia el sur, también se puede decir que opera de manera autónoma. Sin embargo, ambos sistemas se integran en las paradas Galo Plaza, Casa de la Cultura, Eugenio Espejo, Simón Bolívar, Plaza Marín y Playón de la Marín.
Los recorridos del Corredor Sur Oriental se inauguraron con Buses Tipo, es decir, tradicionales, operados por las empresas privadas que circulaban por las avenidas en cuestión. Sin embargo, tiempo después la operación pasó a manos de la Empresa Pública Metropolitana de Transporte de Pasajeros (EPMTPQ), que puso en funcionamiento una flota de ochenta buses articulados con motor a diésel.
En 2016, el Alcalde Mauricio Rodas inició la extensión de la Troncal Oriental Ecovía hacia el antiguo peaje de Quito, en Guamaní con cinco estaciones en la Av. Pedro Vicente Maldonado y una terminal de integración con los buses intercantonales e interprovinciales

### Troncal Occidental
Esta troncal está conformada por dos corredores independientes entre sí, el Corredor Sur Occidental operado por el municipio por la Empresa Pública Metropolitana de Transporte de Pasajeros en alianzas con cooperativas privadas de transporte; y el Corredor Central Norte, único corredor del sistema Metrobús-Q en tener una operación completamente privada. 

#### Corredor Central Norte
El Corredor Central Norte fue planificado e inaugurado en el año 2005, durante la alcaldía de Paco Moncayo. Recorre la ciudad en un sentido longitudinal a través de las avenidas Diego de Vásquez, De La Prensa y América; conectándola desde el extremo norte, en la Estación La Ofelia, hasta la Estación multimodal Playón de La Marín, en el centro histórico.
A pesar de haber sido construido por el Municipio, éste es el único corredor de la ciudad que es operado por empresas de transporte privado. Este hecho ha generado que la infraestructura no esté en óptimas condiciones, y el servicio sea de los más criticados por la ciudadanía. En el 2011, la Alcaldía tuvo que reconstruir la mayoría de sus paradas, puesto que se encontraban casi inutilizables.
Debido a trabajos de repavimentación, la parada del Consejo Provincial se encuentra inhabilitada desde el mes de septiembre.  A pesar de que las autoridades inicialmente informaron que los trabajos tomarían un mes, no han dado una fecha concreta para la reapertura.

#### Corredor Sur Occidental
Planificado en la alcaldía de Paco Moncayo, el Corredor Sur Occidental fue construido e inaugurado en el año 2012, durante la administración de Augusto Barrera. Recorre el flanco sur-occidental de la ciudad a través de la avenida Mariscal Sucre, conocida popularmente como "La Occidental", cruzando por los túneles de San Juan, San Roque y San Diego. Conecta la urbe desde su extremo sur, en el Terminal Quitumbe, hasta la Estación Seminario Mayor, en el centro de la ciudad.
El corredor opera actualmente con Buses Tipo de puerta izquierda, es decir tradicionales, operados por las compañías privadas que circulaban por la avenida en cuestión. A inicios de las operaciones hubo inconformidad ciudadana por el pesado tráfico que produjo el corredor exclusivo, sobre todo en los túneles de San Juan, San Roque y San Diego, además de en varios sectores del sur de la ciudad.
Llega hasta el Seminario Mayor, parada ya usada por el Corredor Central norte